# Rheinüberquerung bei Nierstein 1945

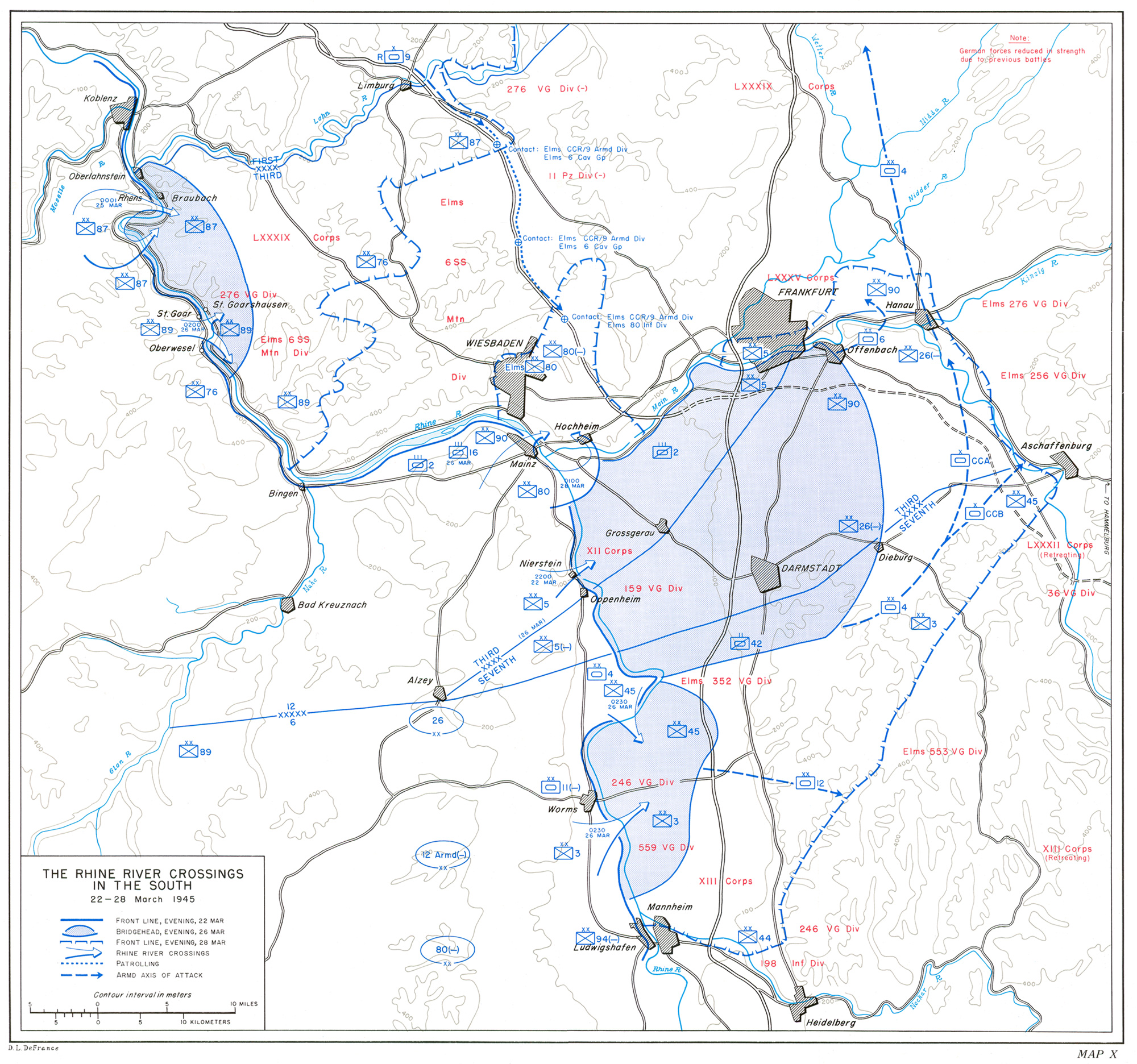
Karte der Operation

Die Rheinüberquerung bei Nierstein 1945 durch amerikanische Truppen war eine Schlüsseloperation an der Westfront in der Endphase des Zweiten Weltkriegs. Ausgehend von Nierstein, 18 km südlich von Mainz, im heutigen Rheinland-Pfalz, überquerten dabei mehrere hundert amerikanische Infanteristen den Rhein nach Südhessen und errichteten Brücken, über die im Anschluss 60.000 Fahrzeuge für die weitere Besetzung des Deutschen Reiches übersetzten.

## Ablauf

### Vorgeschichte

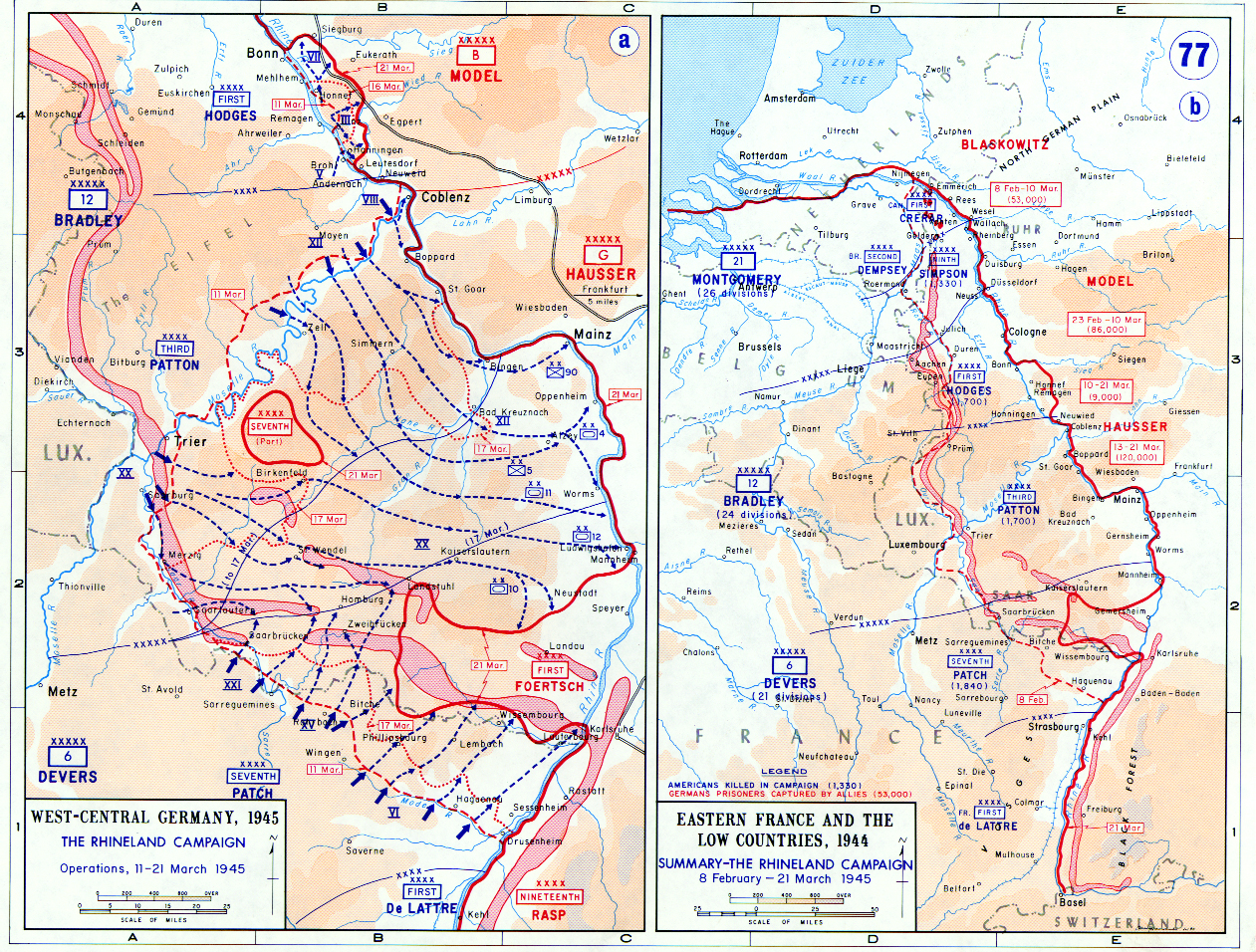
Rheinland-Kampagne in der Operation Undertone vom 11. bis 21. März 1945

In den Wochen und Monaten des deutschen Rückzugs gab es immer wieder militärisch sinnlose Haltebefehle. Oft kam die Erlaubnis zum Rückzug für bestimmte Truppenteile sehr spät oder gar nicht. Kommandeure riskierten Strafen, wenn sie Rückzugsbefehle gaben. Das führte zu Frust bei vielen Soldaten und hatte vermeidbare Verluste von Menschen und  Ausrüstung zur Folge.
Am 8. März 1945, einen Tag, nachdem die unzerstörte Ludendorff-Brücke bei Remagen von US-Truppen erobert worden war, setzte Hitler Generalfeldmarschall Gerd von Rundstedt als Oberbefehlshaber West ab. Zu seinem Nachfolger wurde Generalfeldmarschall Albert Kesselring ernannt, der am 11. März das Kommando übernahm.
Im Rahmen der Operation Undertone, an der die 7. und 3. US-Armee sowie Teile der französischen 1. Armee (6th Army Group unter Jacob L. Devers) beteiligt waren, kamen zwischen dem 15. und dem 24. März 1945 die Pfalz, Rheinhessen, Teile des Rheinlandes und die infolge des Unternehmens Nordwind zeitweilig verlorenen Gebiete des nördlichen Elsass und Lothringens unter alliierte Kontrolle. Alliierte Kräfte durchbrachen die letzten noch von deutschen Truppen gehaltenen Teile des Westwalls und erreichten auf breiter Front den Rhein zwischen Koblenz und Gambsheim.
Weiter nördlich rückte im Rahmen der Operation Lumberjack die 12th Army Group unter General Omar Bradley von ihren Positionen in der Eifel zum Rhein vor. Sie sicherten damit die linke Flanke der 6th US Army Group. Vom Raum Düren kommend säuberten sie das Gebiet zwischen den Mündungen von Erft und Ahr und trafen sich im Raum Ahrweiler mit den Truppen der 3. US-Armee unter George S. Patton. 
Die zurückziehenden deutschen Truppen sprengten die gut 17 Kilometer entfernte Eisenbahnbrücke bei Mainz am 17. März (nördlich, flussabwärts). Die Rheinbrücke Gernsheim, ca. 18 km südlich und flussaufwärts von Nierstein, wurde am Abend des 19. März 1945 im Rahmen von Hitlers Verbrannte-Erde-Befehl (auch Nerobefehl genannt) gesprengt. Am 18. März 1945 wurde Bad Kreuznach US-Truppen kampflos übergeben. Am 19. März 1945 stießen US-Truppen auf den erbitterten Widerstand einer deutschen Einheit in Hahnheim. Weiter ging es auf dem heutigen Verlauf der Bundesstraße 420.
Der Brückenkopf Nierstein-Oppenheim wurde in der Nacht zum 21. März 1945 von den deutschen Truppen geräumt. Kampfkommandant, Stäbe und Ortsgruppenleiter verließen das linksrheinische Gebiet. Die Rheinfähre Landskrone wurde nachmittags um 13:30 Uhr versenkt. Die Bevölkerung beseitigte die Panzersperren nach Dexheim, Schwabsburg und Nackenheim. Auf dem Wartturm, den Kirchtürmen und an den Ortseingängen wurden weiße Fahnen gehisst, die jedoch von der deutschen Flak vom rechten Rheinufer aus beschossen wurden. Eine Abordnung deutscher Soldaten erschien beim Bürgermeister mit dem Befehl, die weißen Fahnen einzuziehen und die Sperren wieder aufzubauen, andernfalls würde Nierstein von der eigenen Artillerie beschossen. Um 15 Uhr wurde ein deutscher Spähtrupp nach Nierstein und Oppenheim geschickt. Er stellte fest, dass inzwischen wieder weiße Fahnen gehisst worden waren und an den Ortseingängen Schilder angebracht waren. Auf ihnen stand in englischer Aufschrift, dass die Bevölkerung friedlich gesinnt sei; es sei kein Widerstand zu erwarten. Um 15:30 Uhr erreichten Verbände der 3. US-Armee (Third United States Army) Dienheim, um 16 Uhr Oppenheim. Um 16:15 Uhr klärte ein amerikanischer Motorradfahrer bis zur Schule in Nierstein auf. Kurz danach erfolgt der Einmarsch der US-Panzer mit Infanterie aus Richtung Oppenheim, Dexheim und Schwabsburg. Eine Abordnung der Amerikaner wurde um 17 Uhr in der Bürgermeisterei empfangen und die ersten Anordnungen wurden durch Ausschellen bekanntgegeben: "Ab 19 Uhr dürfen keine Zivilisten mehr auf der Straße sein. Für alle besteht eine Ausgangssperre von 48 Stunden. Schußwaffen und Dolche sind abzuliefern. Die Bevölkerung soll Ruhe bewahren." Der Rhein war damit bei Nierstein erreicht. Am 22. März 1945 besetzten US-Truppen das immer noch als Festung kolportierte Mainz.

### Ablauf der Operation

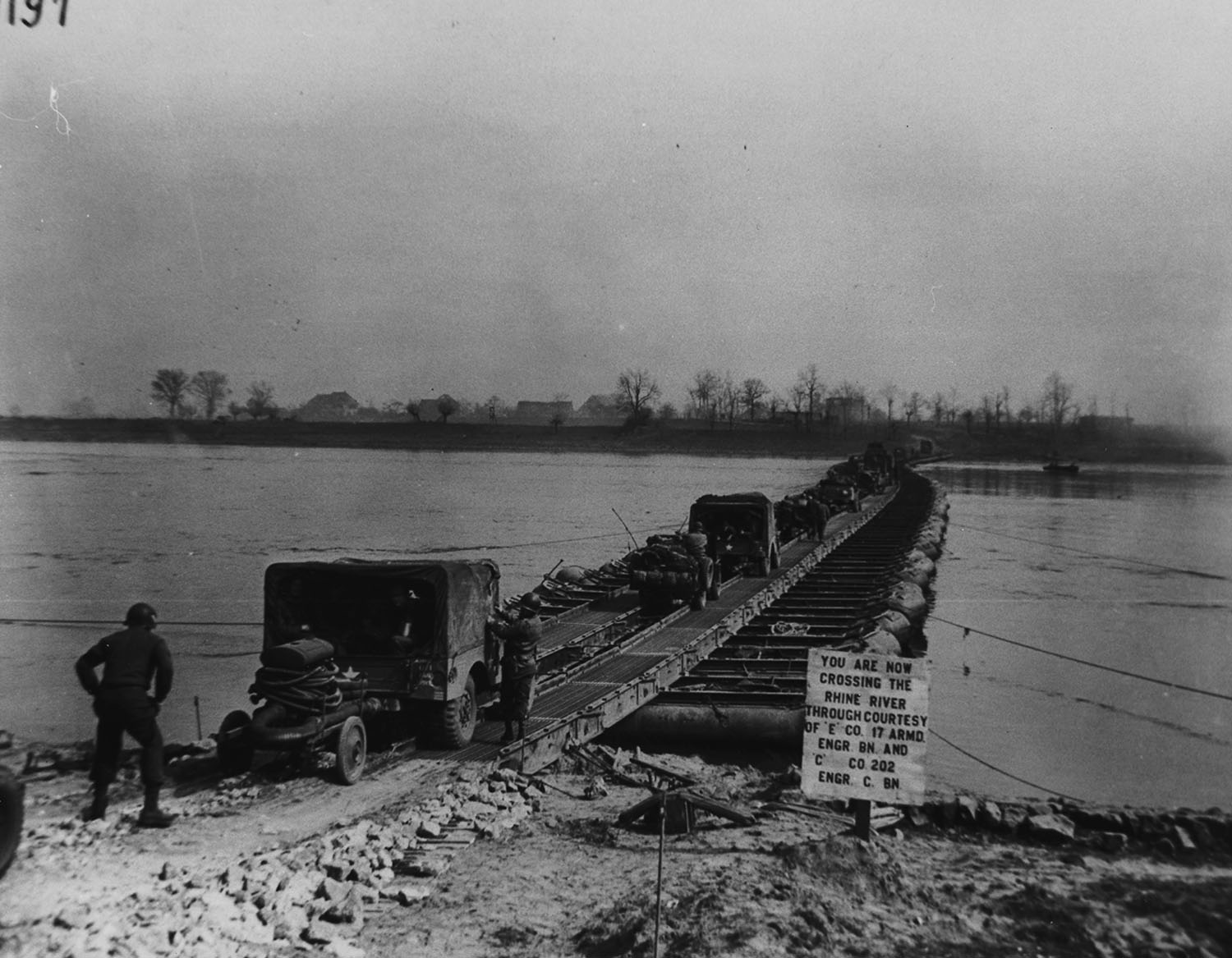
Symbolfoto: Die neunte US-Armee überquert den Rhein bei Wallach (Rheinberg).

Die Operation begann bei Mondschein und guter Sicht am 22. März 1945 gegen 22 Uhr. Die ersten Gruppen von George S. Pattons 3. US-Armee setzten bei Nierstein über den Rhein. Dieser ist an dieser Stelle, je nach Wasserstand ca. 244 bis 366 Meter breit. Die 5. Infanterie-Division unter Stafford LeRoy Irwin, Teil des XII. US-Armeekorps unter Manton S. Eddy, führte einen nächtlichen Überraschungsangriff nördlich von Oppenheim durch, die 90. Infanterie-Division hinter einem Vorhang aus künstlich erzeugtem Nebel einen Scheinangriff weiter flussabwärts bei Mainz.
Als die ersten Schlauchboote  auf dem rechten Rheinufer landeten, ergaben sich sieben deutsche Soldaten, paddelten ohne Eskorte über den Rhein und gingen in Nierstein in Kriegsgefangenschaft. Zwei Kompanien, die weiter südlich landeten, gerieten in starkes Maschinengewehr-Abwehrfeuer.
Die Infanterie setzte in 200 Schlauchbooten über. Am 23. März wurde die erste Pontonbrücke (Treadway-Bridge, „Class 40“) fertiggestellt und US-Flugzeuge flogen Patrouille, um die Luftherrschaft (wieder) herzustellen. Es wurden Panzer und andere schwere Waffen per Fähre oder LCVP (Landungsfahrzeugen) übergesetzt.
Am Nachmittag des 23. März befahl General Eddy der 4th Armored Division unter Hugh Joseph Gaffey, in den Morgenstunden des Folgetages anzugreifen. Die US-Truppen marschierten zügig voran, vor allem in Richtung Groß-Gerau.
Eine zweite Treadway-Bridge und eine schwere Pontonbrücke wurden am 24. März errichtet. Bis zum 31. März 1945 überquerten 60.000 Fahrzeuge den Rhein auf diesen Brücken.
Patton kam mit dieser Aktion der Rheinüberquerung von Feldmarschall Bernard Montgomery bei Wesel (Operation Varsity) einen Tag zuvor. Des Weiteren wird berichtet, dass Patton, während er mitten auf der Behelfsbrücke stand, in den Rhein urinierte.
Auf deutscher Seite standen diverse Truppenteile sowie vor allem Jugendliche und ältere Männer, welche im Volkssturm dienten, unter dem Kommando von General Hans-Gustav Felber. Felber war bis zum 25. März Kommandeur der 7. Armee.  Felbers neuer Befehlshaber, Generalfeldmarschall Albert Kesselring, und der Befehlshaber der Heeresgruppe G, SS-Oberst-Gruppenführer Paul Hausser, verfolgten die Geschehnisse gespannt vom Kommandostützpunkt des XII. Korps in Groß-Gerau. Felber befahl, die Offiziere sollten nach Lage vor Ort entscheiden.

### Nachwirkungen
Die US-Armeen, die hier den Rhein überquerten, stießen anschließend an den Main vor. Dort kam es neben Gefechten bei Frankfurt am Main und Hanau zur Schlacht um Aschaffenburg. Anschließend rückten sie in die Hohe Rhön Richtung Meiningen vor, um von dort aus bis zum 18. April 1945 in Richtung Südosten nach Coburg und Bayreuth vorzustoßen.

## Weitere Übergänge in der Nähe

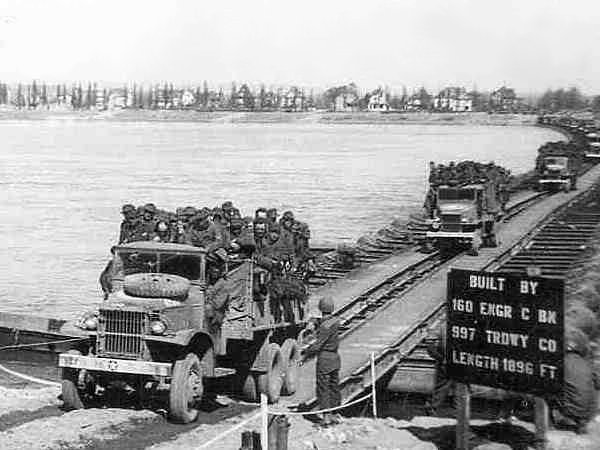
LKWs der U.S. Army bringen deutsche Kriegsgefangene bei Mainz über den Rhein. Im Hintergrund Mainz-Kastel, vermutlich in der Nähe der späteren Alexander-M.-Patch-Brücke. Die Aufnahme entstand Ende März oder im April 1945.

Am 26. März um 2:30 Uhr folgten bei Worms zwei Überquerungen ins hessische Ried durch die 7. US-Armee unter Alexander M. Patch:
- nördlich von Worms mit 45th Infantry Division unter Robert T. Frederick
  - bei Worms-Ibersheim nach Groß-Rohrheim und Biblis mit 179. US-Regiment (179th Infantry Regiment) unter Preston J. C. Murphy
  - bei Worms-Rheindürkheim nach Nordheim mit 180. US-Kavallerieregiment (180th Cavalry Regiment) unter Everett W. Duvall
- südlich von Worms mit 3rd Infantry Division unter John W. O’Daniel
  - bei Bobenheim-Roxheim Richtung Bürstadt und Lampertheim.

Am 28. März um 1 Uhr folgten in einer Art „Zangenbewegung“ zwei Übersetzungen bei Mainz. Die eine in der Nähe der späteren Alexander-M.-Patch-Brücke und die andere weiter flussaufwärts bei Mainz-Laubenheim. Ginsheim-Gustavsburg wurde somit eingekesselt, da sich die beiden Truppenteile zwischen Hochheim am Main und Mainz-Kastel wieder vereinten.
Am 31. März um 2:30 Uhr begannen französische Truppen (3. Algerische Division) bei Speyer den Rhein mit Schlauchbooten zu überqueren. Einige Kilometer flussaufwärts bei Germersheim setzten Truppen im Morgengrauen über und wurden massiv beschossen. Um die Einnahme von Karlsruhe zu beschleunigen, ließ der französische General Jean de Lattre de Tassigny am 2. April eine dritte Kampfgruppe zwischen Germersheim und Karlsruhe übersetzen.

## Frontverläufe
Die nachfolgenden Landkarten zeigen den jeweiligen Frontverlauf von 1944 bis zur bedingungslosen Kapitulation der Wehrmacht im Mai 1945.

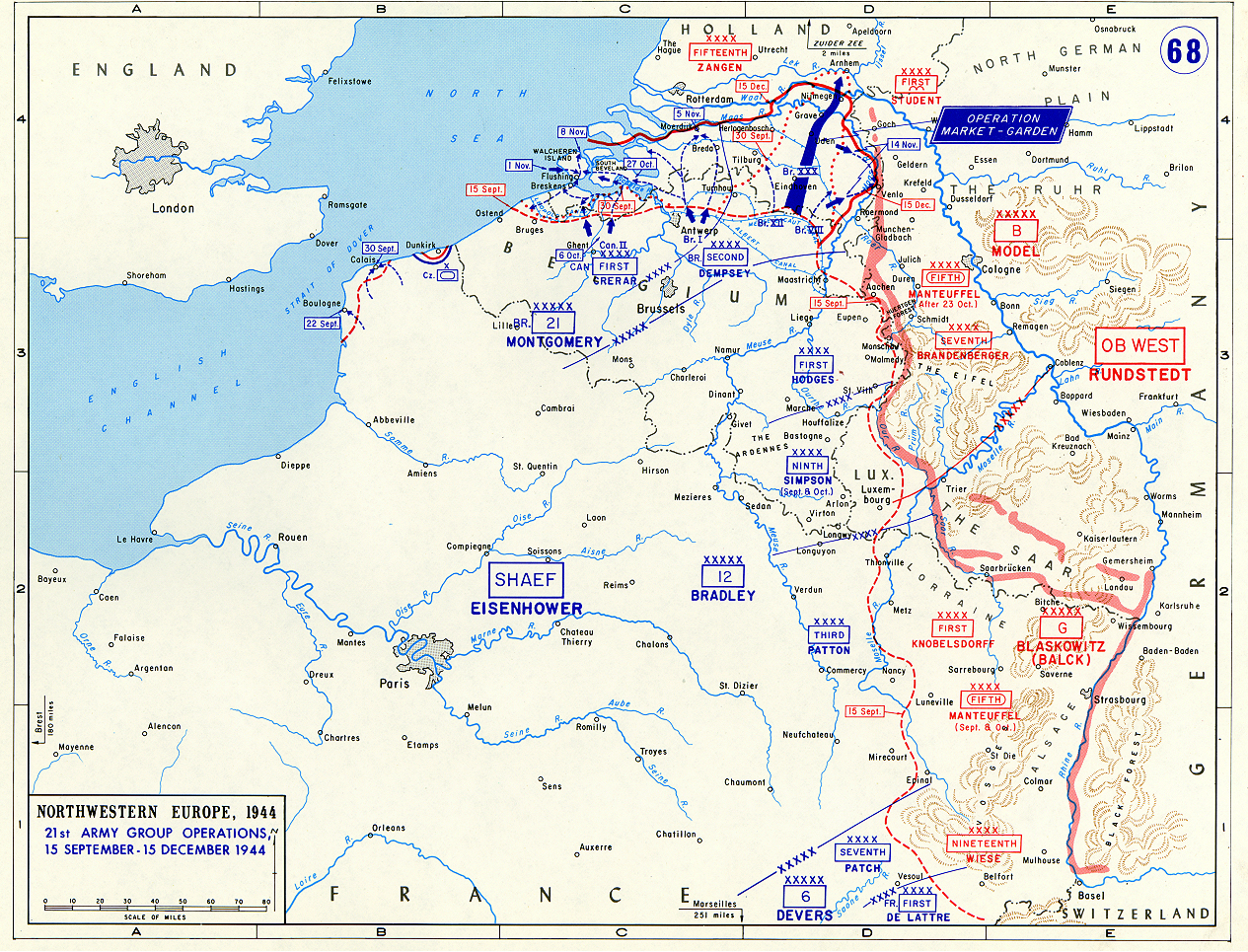
Westfront Ende September 1944 (nach der Operation Market Garden)
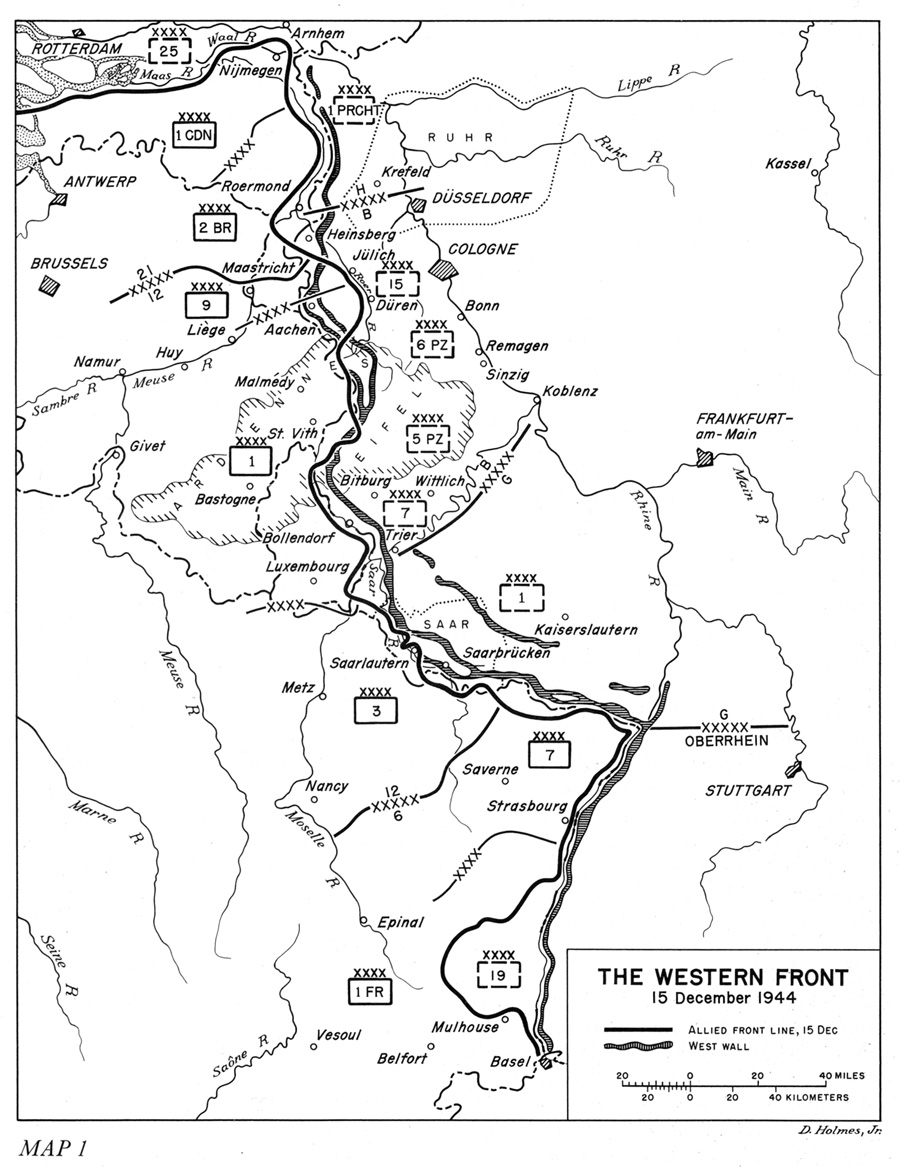
Ardennen 1944
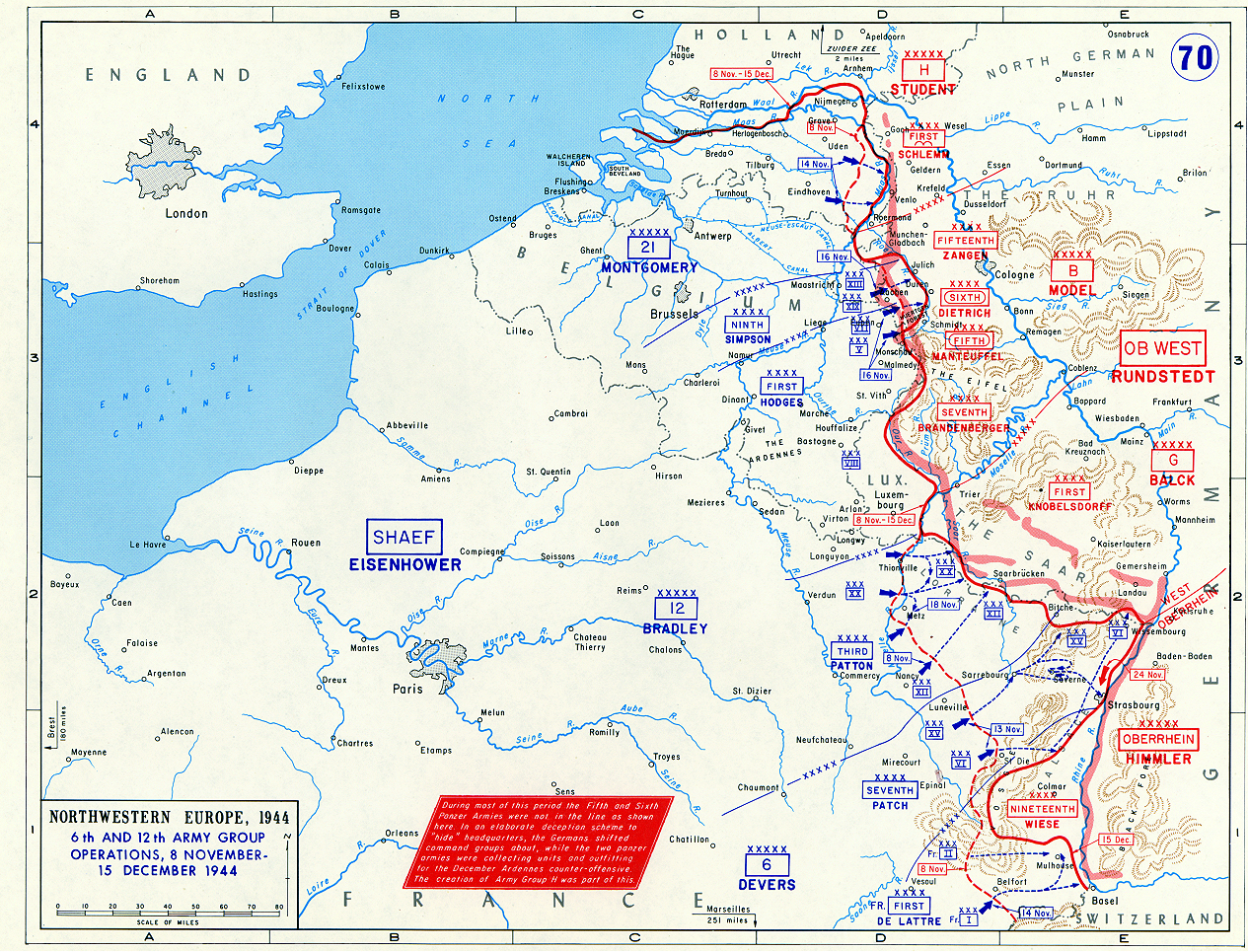
Westwall November/Dezember 1944
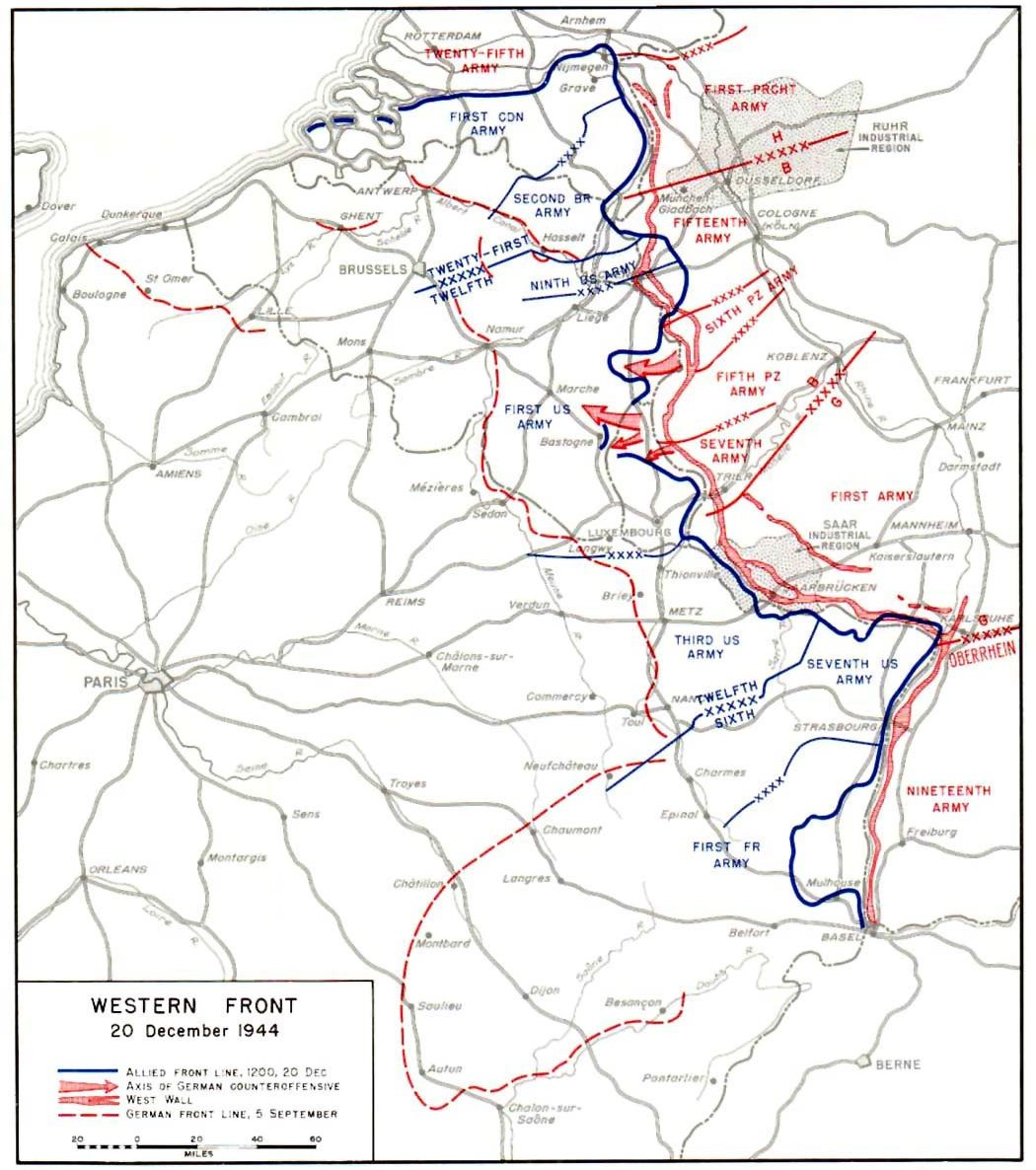
Frontverlauf im Westen am 20. Dezember 1944
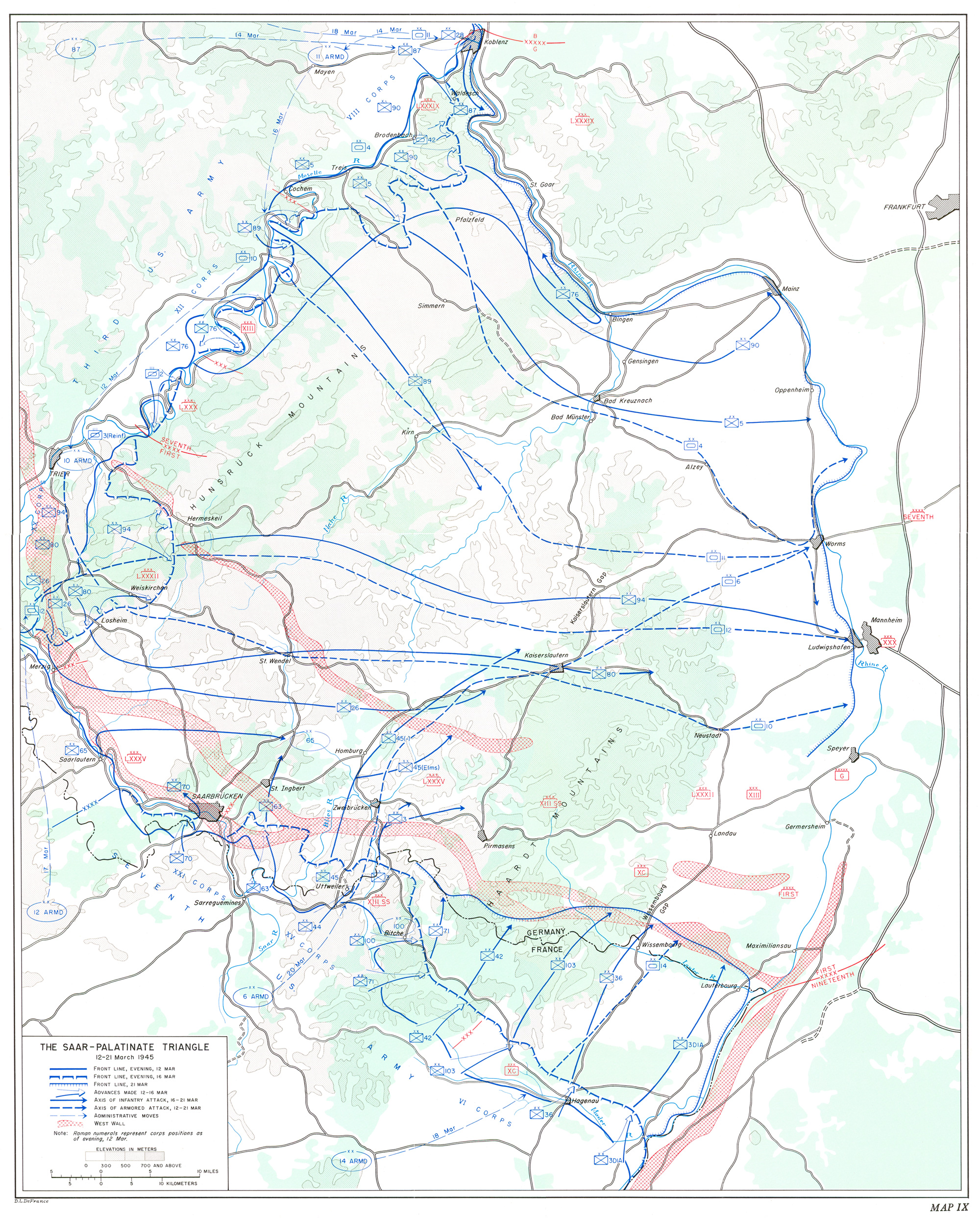
Verlauf der Operation Undertone vom 12. bis 21. März 1945.
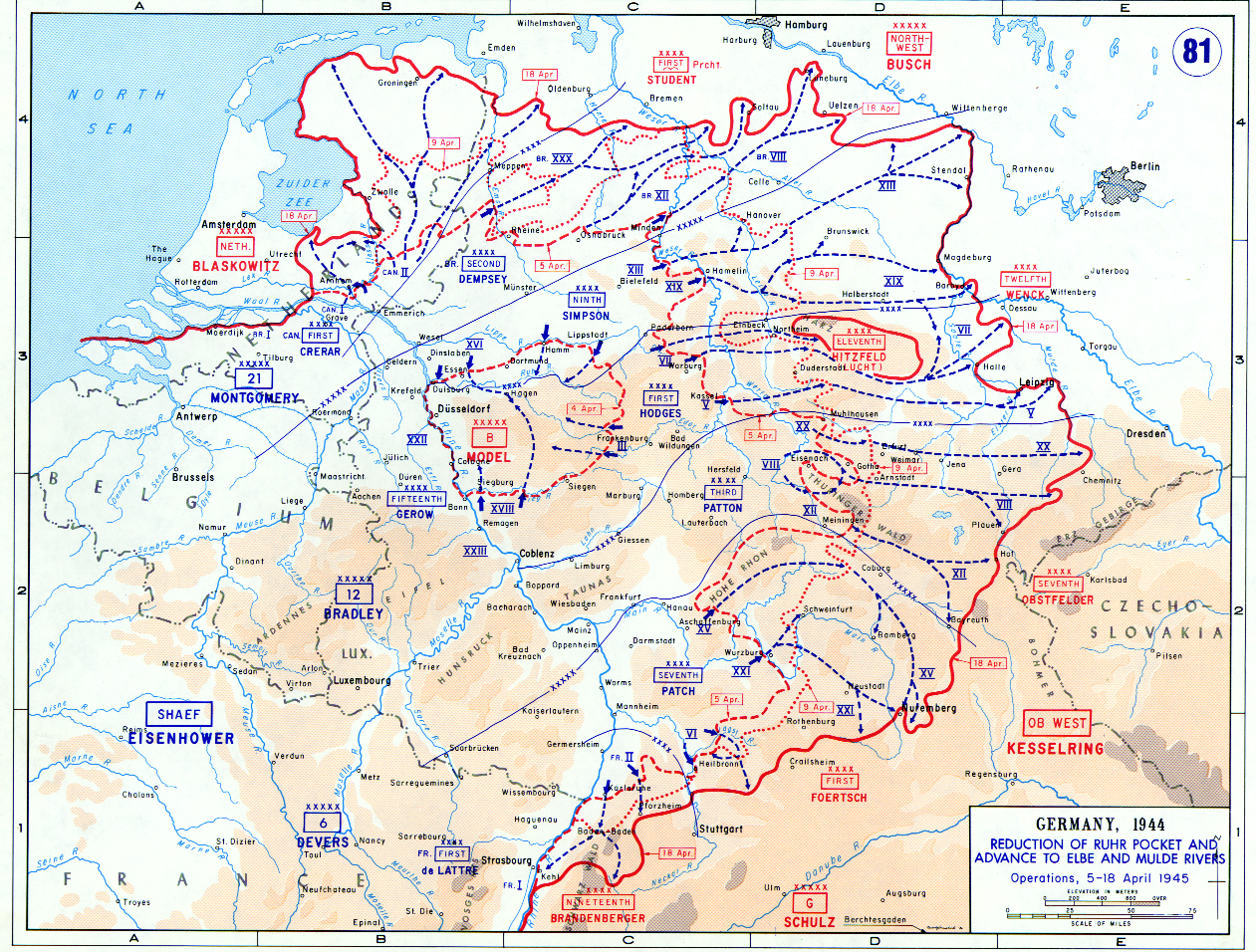
Verlauf vom 5. bis 18. April 1945
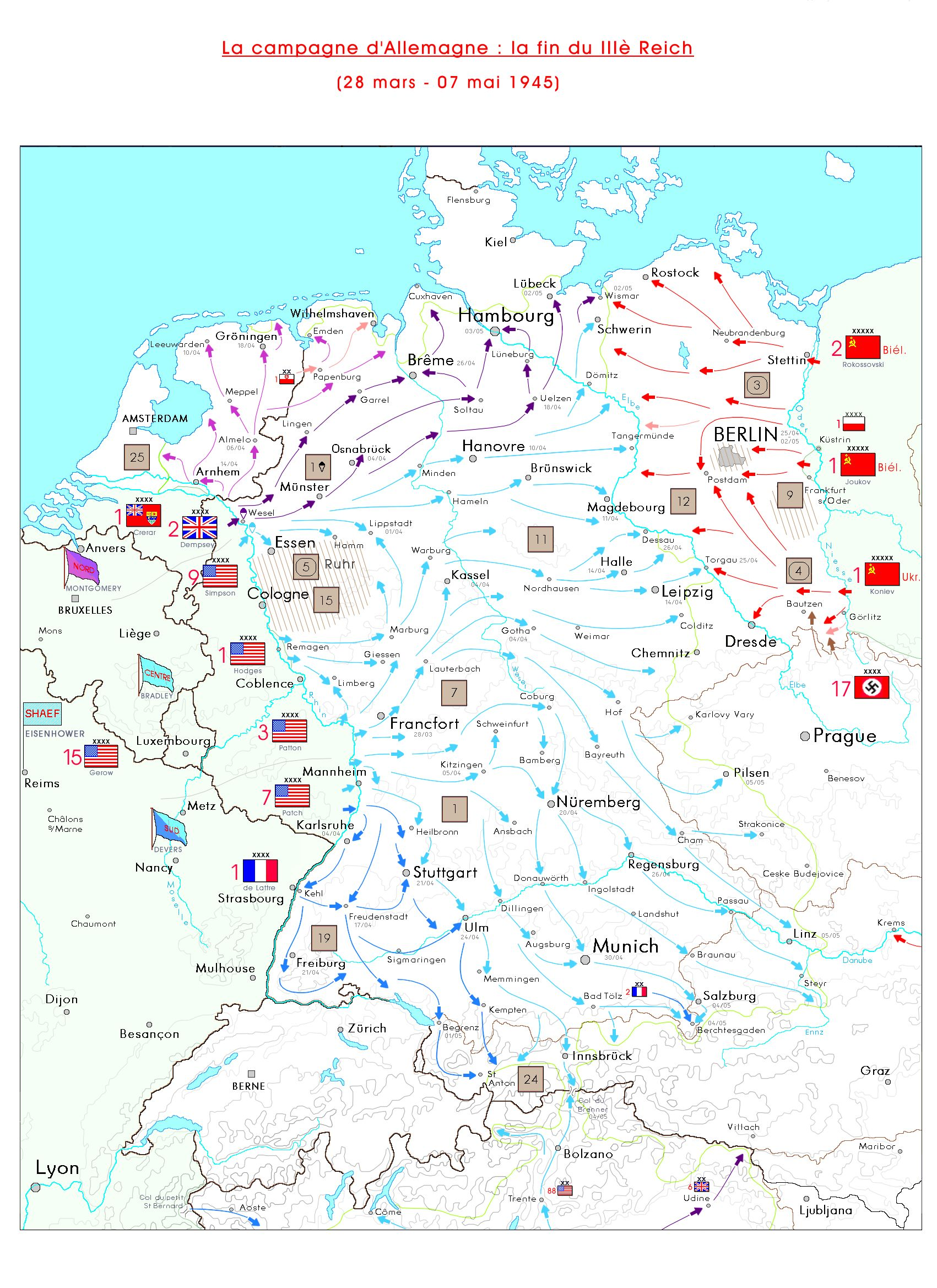
Stand: 7. Mai 1945

## Denkmal
Am 25. März 2017 wurde ein Gedenkstätte zur Erinnerung an die Rheinüberquerung eingeweiht. Inschriften auf dem zentralen Gedenkstein und seitlich positionierte Infotafeln informieren über die historische Bedeutung des Baus der Pontonbrücke über den Rhein. (Lage) 

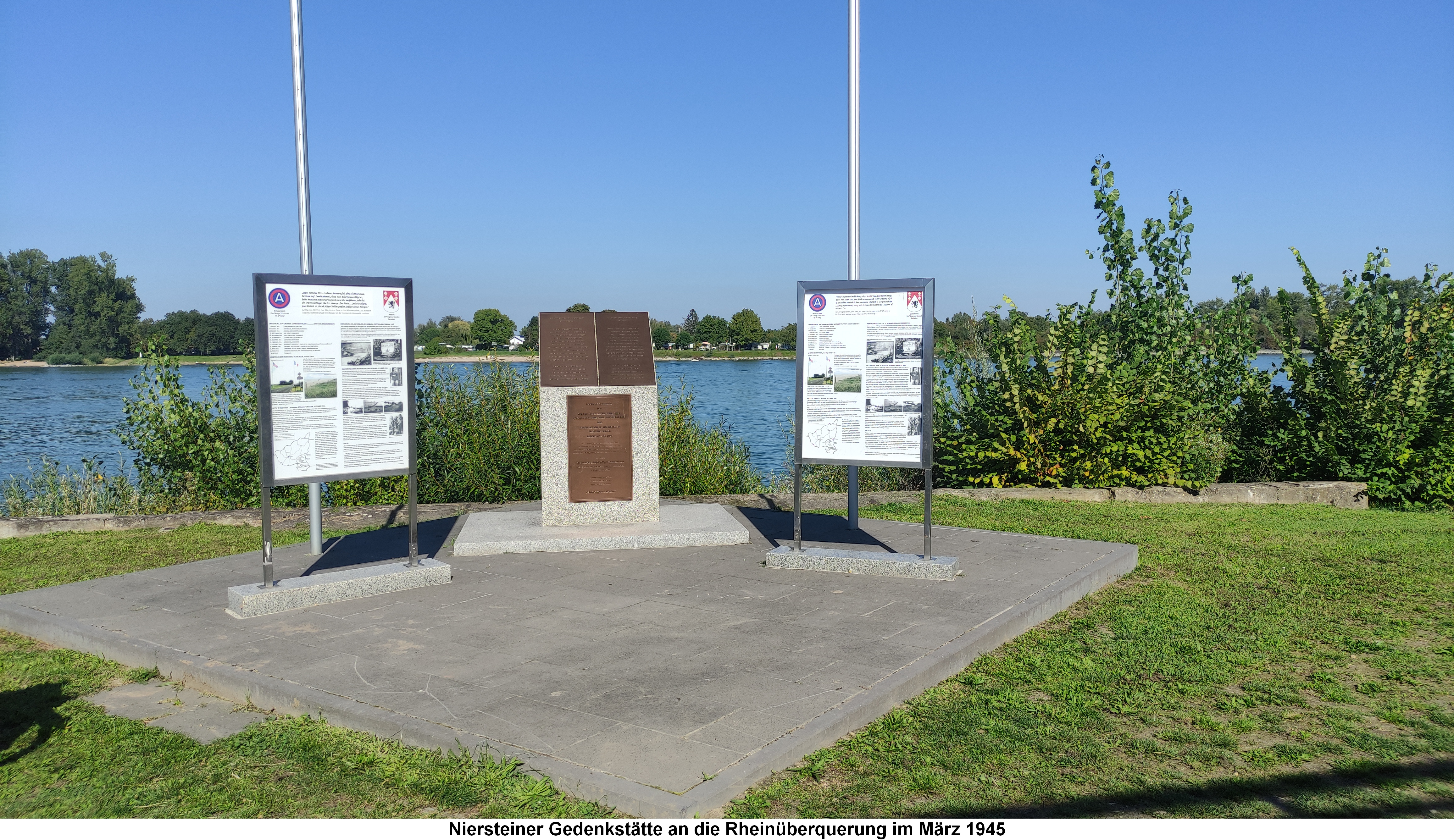
Blick auf die Gedenkstätte zur Erinnerung an die Rheinüberquerung im März 1945
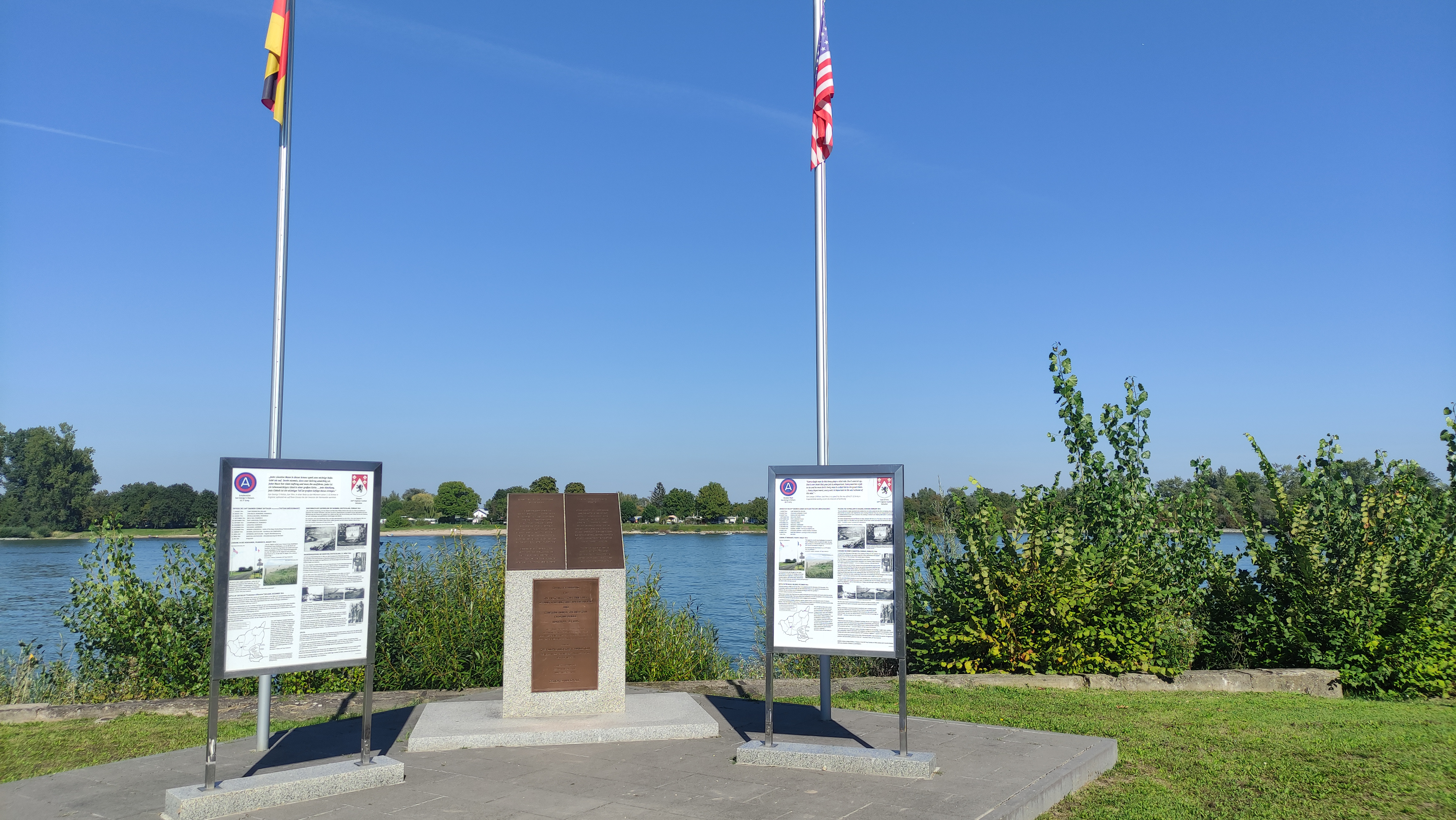
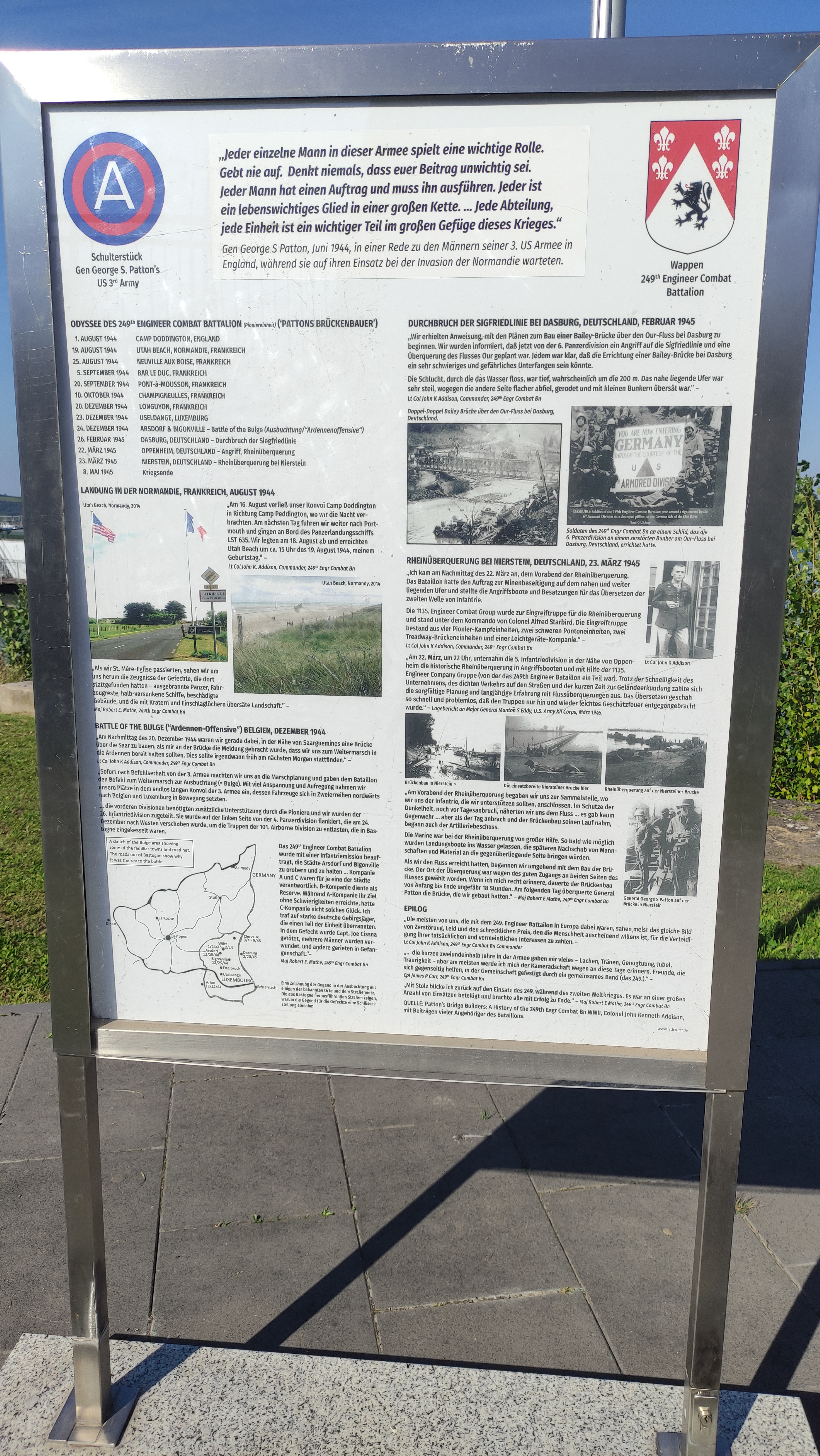
Infotafel über den Vormarsch der US-Army und die Rheinüberquerung
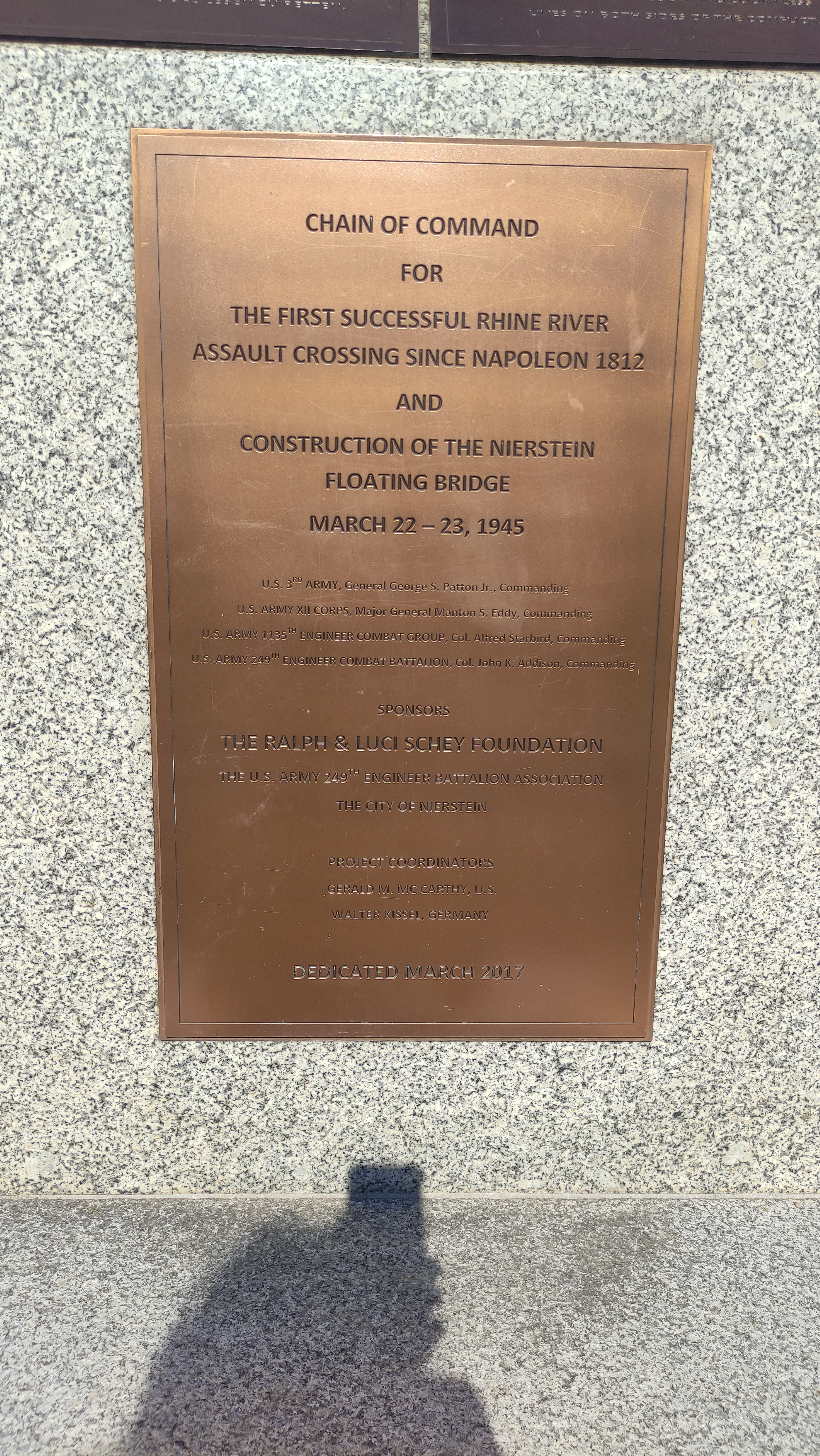
Tafel am Corpus des Gedenksteins
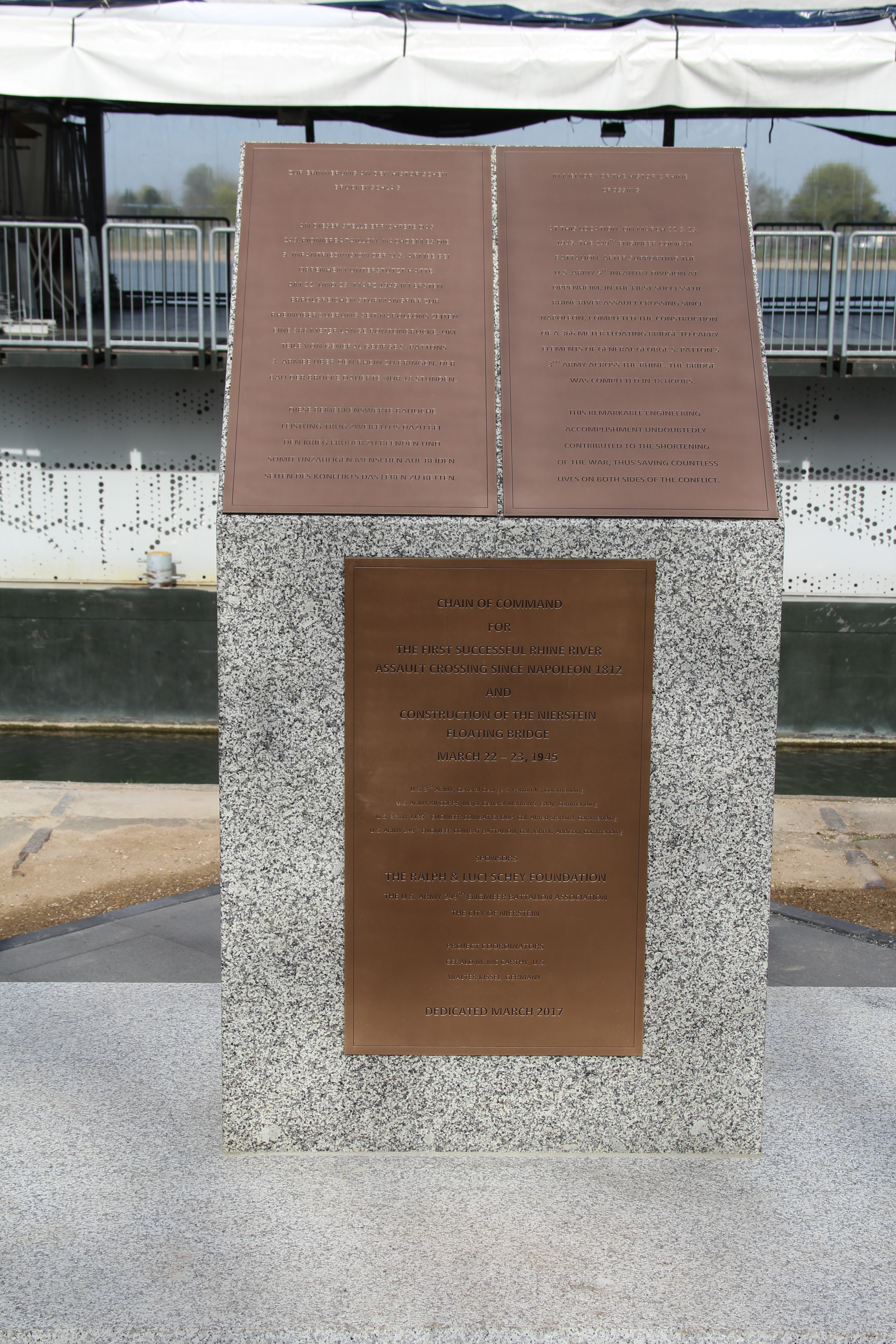
Gedenkstein im Zentrum der Gedenkstätte
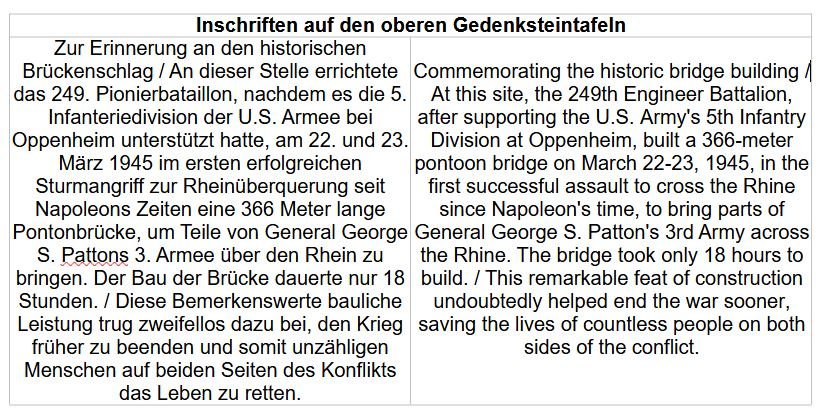
Inschriften auf den oberen Gedenksteintafeln